# Крахельская-Филипович, Ванда
Ва́нда Крахе́льская-Филипо́вич, псевдоним Алина, Алиция (пол. Wanda Krahelska-Filipowiczowa, 15.12.1886 г., Мазурки, Барановичский уезд, Минская губерния, Российская империя — 5.02.1968 г., Варшава, Польша) — революционный деятель, художник, член женского отделения Боевой организации ППС, участница неудачного покушения на варшавского генерал-губернатора Георгия Скалона, основательница Совета помощи евреям, сестра воеводы Полесского воеводства Яна Крахельского, тётя Кристины Крахельской.

## Биография
Ванда Крахельская была дочерью участника январского восстания. В 1902 году вместе со старшей сестрой организовала в родовом имении Мазурки подпольную школу для детей. В 1903 году Ванда закончила женский пансион в Варшаве. В 1904 году осталась в Варшаве, чтобы подготовиться для поступления в варшавскую Школу изящных искусств. В это же время стала общаться с членом Боевой организации ППС Мечиславом Рубе, который приобщил её к подпольной деятельности. Ванда распространяла в польской провинции нелегальную агитационную литературу социалистического толка. По просьбе Мариана Фальского организовала в родовом имении подпольную типографию для белорусских социалистов.
После самоубийства своего жениха Мечислава Рубе, которое произошло после ареста и допросов в Александровской цитадели, Ванда Крахельская вступила в женское отделение Боевой организации ППС.
18 августа 1906 года вскоре после Кровавой среды Ванда Крахельская приняла участие в покушении на варшавского генерал-губернатора Георгия Скалона. Опасаясь ареста, Ванда Крахельская бежала в Галицию, где 27 июня 1907 года вступила в фиктивный брак с Адамом Добродзицким. Этот брак помог ей избежать ареста до судебного процесса, который состоялся 11 — 18 августа 1908 года. Судебный процесс закончился её освобождением, после которого Ванда Крахельская покинула Боевую организацию ППС.
В 1908 году вышла замуж за социалистического активиста и члена партии ППС Титуса Филиповича.
В 1909—1910 гг. Ванда Крахельская-Филипович обучалась в женской Школе изящных искусств в Кракове. В это же время изучала историю искусств в Ягеллонском университете. C 1911 года обучалась в Институте изящных искусств во Флоренции. После переехала в Швейцарию, где сотрудничала с Товариществом прогрессивно-независимой молодёжи. В 1915 году вернулась в Краков, где стала участвовать в деятельности пресс-службе Высшего национального комитета и партии ППС.
После обретения Польшей независимости Ванда Крахельская-Филипович участвовала в образовательной комиссии ППС и работала в Департаменте опеки детей рабочих. C 1932 года работала в Польском телеграфном агентстве. В 1935—1939 гг. была главным редактором журнала «Arkady».
Во время Второй мировой войны Ванда Крахельская-Филипович сотрудничала с Демократической партией в области социального обеспечения. В сентябре 1942 года вместе с писательницей Зофьей Коссак-Щуцкой основала Временный Комитет помощи евреям, позднее переименованный в Совет помощи евреям.
После войны работала с 1945 по 1947 гг. в Бюро восстановления столицы и Министерстве культуры и искусства. В 1946 году основала журнал «Projekt» и была его главным редактором до 1956 года. В 1965 году вышла на пенсию.
Ванда Крахельская-Филипович была похоронена на Служевском кладбище в Варшаве.

## Награды
- В 1931 году была удостоена Креста Независимости.
- Кавалер ордена Возрождения Польши (1936)[1].
- Праведник народов мира (1967)[2].

## Источник
- Słownik Biograficzny Działaczy Polskiego Ruchu Robotniczego, t. 3, Warszawa 1992 r.